# Rối loạn cường dương
Rối loạn cường dương (tiếng Anh: Erectile dysfunction) là một rối loạn chức năng tình dục ở nam giới, có biểu hiện là dương vật không đủ cương cứng lên được trong quá trình giao hợp. Hay nói cách khác độ cương cứng của dương vật không đủ để tiến hành cuộc giao hợp một cách trọn vẹn. Liệt dương là mức độ cao nhất của rối loạn cương dương.
Tuy rối loạn cường dương (RLCD) là một chứng rất phổ biến nhưng vì là vấn đề nhạy cảm người nam, nên ít được nêu lên hay bàn thảo. Khoảng 5% người nam trên 40 và 15-25% trên 65 có triệu chứng RLCD.

## Thống kê
Thống kê trên thế giới cho thấy có khoảng 150 triệu đàn ông bị rối loạn cường dương và theo dự đoán sẽ tăng lên trên 320 triệu vào năm 2025. Phần lớn sự gia tăng sẽ xảy ra ở các nước đã phát triển, do điều kiện sống được nâng cao, tỷ lệ người cao tuổi ngày càng tăng (sức khỏe nói chung và chức năng tình dục nói riêng suy giảm theo tuổi tác). Mặc dầu thống kê cho thấy càng lớn tuổi càng dễ bị RLCD, điều này không có nghĩa rằng RLCD là một trạng thái phải có khi lớn tuổi.
Ở Việt Nam chưa có thống kê quy mô để xác định con số chính xác, chỉ có các thông số từ các phòng khám ở một số bệnh viện lớn. Phòng khám nam khoa bệnh viện Bình Dân Thành phố Hồ Chí Minh, trong 3 năm (2000 -2002) đã có trên 2.100 người đến khám vì bệnh này với độ tuổi dao động rộng từ 18 đến 78. Tại Mỹ, có khoảng 30 triệu đàn ông bị ảnh hưởng bởi rối loạn cương dương. Một nghiên cứu thực hiện tại Massachusetts thấy rằng, 52% đàn ông trong lứa tuổi từ 40 đến 70 bị bệnh ở mức độ nặng nhẹ khác nhau, trong đó 9,6% bị nặng, bệnh ở người cao tuổi thường liên quan đến trầm cảm. Tại Canada, khoảng 3 triệu đàn ông bị bệnh này, còn ở Anh khoảng 2,3 triệu.

## Sinh lý học
Đầu dương vật là nơi dấy động các tín hiệu thần kinh tình dục, khởi sự một chuỗi liên hệ thần kinh đưa đến sự cương cứng của dương vật. Khi được cọ xát, các bộ phận đầu dây thần kinh trong đầu dương vật phát tín hiệu theo dây thần kinh pudendal vào xương cùng của xương sống, chuyền theo tủy sống lên trung tâm tình dục tại não. cọ xát tại những cơ quan liên hệ như hậu môn, da bọc dái, cũng có thể gây thêm tín hiệu thần kinh tình dục. Nhiều cơ quan khác cũng có thể gây xúc cảm tình dục, như tuyến tiền liệt, bàng quang, niệu đạo, ngay cả ruột, ống dẫn tinh, v.v.... Khi những cơ quan này bị trương phình hay nhột có thể tạo kích thích tình dục. Do đó nhiều trường hợp bệnh tình dục làm viêm các cơ quan này sẽ làm bệnh nhân tuy đau đớn nhưng lại... thèm làm tình hơn bình thường (!). Một số thuốc "gợi tình" (aphrodisiac) như cantharide tạo tác dụng bằng cách làm căng trướng của nội mạc niệu đạo và bàng quang.
Yếu tố tinh thần tâm lý có ảnh hưởng rất mạnh trong việc nâng cao độ kích thích tình dục. Nghĩ, tưởng tượng hoặc nằm mơ đến giao hoan tình dục có thể làm cương cứng dương vật - và có thể làm xuất tinh. Ở tuổi dậy thì, nhiều người nam hay nằm mơ thấy mình đang làm tình và xuất tinh trước khi tỉnh dậy. Khi quá mệt hay buồn phiền, con người sẽ bớt thích giao hợp. Một trong những biểu hiện của bệnh trầm cảm là chứng liệt dương.
Tuy các yếu tố tinh thần tâm lý trên cần có não để tác động sinh lý tình dục, não có lẽ không có nhiều ảnh hưởng bằng tủy sống. Nhiều trường hợp ở động vật (và một số ở người) cho thấy dương vật vẫn có khả năng xuất tinh mặc dầu cột sống bị cắt ngang phần lưng. Do đó, sự cương cứng và xuất tinh là có thể do một số phản xạ trong tủy sống - cộng thêm yếu tố tinh thần tâm lý từ não.
Cương cứng là do tín hiệu từ hệ thần kinh đối giao cảm (para-sympathetic system) trong tủy sống theo dây thần kinh chậu đến dương vật. Khác với những dây thần kinh đối giao cảm ở các nơi khác trong cơ thể, dây thần kinh dương vật tiết chất nitric oxide thay vì chất acetylcholine. Nitric oxide làm giãn nở động mạch và các hệ thống chứa máu trong dương vật. Các hệ thống này gồm 3 thể hình ống dài dọc theo dương vật, hai thể trên gọi là thể hang (corpus caevrnosum - có nhiều hốc hang nhỏ đựng máu), thể dưới gọi là thể xốp (corpus spongiosum - có ống dẫn tiểu bên trong). Khi chưa cương cứng, máu theo động mạch vào các thể này rồi theo tĩnh mạch trở về cơ thể. Khi có xúc cảm từ dây thần kinh dương vật, máu tuôn vào nhanh làm căng các xoang ổ trong các thể chứa máu, căng mạnh đến độ làm bẹp các ống tĩnh mạch, làm nghẽn đường về của máu.
|  |  |

Trong những giai đoạn đầu khi cương cứng một số tuyến trong phần trên niệu đạo có tiết ra chất nhờn để làm bớt sự cọ xát dương vật trong giao hợp. Tuy nhiên, trong giao hợp nam nữ, chất nhờn từ người nữ nhiều hơn và hữu hiệu hơn người nam. Nếu không đủ chất nhờn làm giảm cọ xát, giao hợp sẽ tạo đau đớn làm giảm khoái lạc.
Xuất tinh xảy ra khi xúc cảm tính dục lên đến cực độ. Khi đã bắt đầu tới giai đoạn xuất tinh, con người không còn "làm chủ tình hình" được nữa vì đây là một phản xạ theo hệ thần kinh giao cảm (sympathetic system) trong tủy sống Tín hiệu theo dây thần kinh từ đốt xương sống L1-L2 theo dây hạ vị (hypogastric nerve) và đám thần kinh nhàu của hệ giao cảm trong chậu (pelvic sympathetic plexuses) ra các cơ quan sinh dục. Tác động này đưa đến sự co thắt của hai ống dẫn tinh và hai túi "tồn kho" trên hai ống này đẩy tinh trùng vào phần trên của niệu đạo. Sau đó các cơ trong vỏ tuyến tiền liệt co thắt, đẩy dung dịch trong tuyến này vào niệu đạo, pha trộn với tinh trùng và các chất nhờn (xem đoạn trên) - tạo thành tinh dịch.
Khi phần trên niệu đạo bị trương phình bởi tinh dịch sẽ tạo phản xạ theo dây thần kinh thẹn trong (pudendal) vào tủy sống tạo nên cảm giác "căng cứng" của toàn bộ các bộ phận sinh dục. Sau đó là một loạt các rung động co giật nhịp nhàng của nhiều bắp thịt và cơ trong phần dưới chậu làm hẹp phần trong của dương vật. Sự co giật có nhịp điệu này tạo một loạt "sóng" đẩy tinh dịch ra ngoài theo nhiều đợt cho đến khi cạn tinh dịch bên trong niệu đạo (khoảng 2-10 mililit). Cả thời đoạn xuất tinh là tình trạng cực khoái tình dục ở nam - kéo dài khoảng 1 hay 2 phút.
Một hay 2 phút sau khi xuất tinh, tất cả những cảm hứng tình dục đều tan biến, dương vật mềm lại và không thể cương cứng được - giai đoạn nghỉ này (resolution hay refractory period) dài khoảng 15-30 phút - để các hệ thần kinh "chỉnh đốn hàng ngũ" (nghĩa là tạo thăng bằng điều hòa các chất sinh hóa, hormone, v.v... trong cơ thể). Sau đó, mới có khả năng giao hợp trở lại.

## Nguyên nhân
Cách nay 20 năm, các nhà chuyên khoa tâm thần cho rằng liệt dương (LD) 90% là do tâm lý. Thập niên sau, các chuyên khoa thận-tiểu lại cho rằng LD 90% là do bệnh tật cơ thể. Sau nữa thì y học cho rằng phải chia LD theo loại yếu tố nguyên nhân: A - tâm thần và B - cơ thể.
Hiện nay, khoa học cho thấy nguyên nhân của LD có cả hai yếu tố - tâm thần và cơ thể - có thể ảnh hưởng riêng biệt, cũng có thể cùng lúc. Tromg một cuộc nghiên cứu  gồm 63 người nam bị LD, 10 người có lý do hoàn toàn tâm lý; 3 người có lý do hoàn toàn vì bệnh cơ thể; 50 người còn lại có ít nhiều cả hai yếu tố. Hơn nữa, gần một phần ba (19/63) có yếu tố bệnh cơ thể nhưng lại có yếu tố tâm lý nhiều hơn. Những người này nếu chia loại như trên có lẽ sẽ bị liệt vào loại B - bệnh cơ thể, mặc dù chữa theo bệnh cơ thể có lẽ không hoàn hảo bằng khi chữa họ theo phương pháp tâm lý. Nghiên cứu này cho thấy, khi y sĩ xét nghiệm bệnh nhân bị LD và tìm ra một bệnh cơ thể nào đó trong cơ thể, đừng vội cho rằng đấy chính là nguyên nhân duy nhất của LD - nhiều khi căn bệnh ấy chỉ là ngẫu nhiên, có ít hoặc không có ảnh hưởng gì đến bệnh LD.
Một cách nhận xét về nguyên nhân của LD là: Khi người nam có một chứng bệnh cơ thể nào đó, nó có thể làm chứng liệt dương nặng thêm vì đưa đến những lo phiền và những phản xạ tình dục bất thường, và tăng sự lo lắng về khả năng tình dục của mình - tạo vòng lần quẩn:

## Chẩn đoán
Nam bệnh nhân thường rất mặc cảm về vấn đề liệt dương nên thường tránh khai bệnh với y bác sĩ. Khi một nam bệnh nhân tới khám bệnh nhiều lần nhưng chỉ khai những triệu chứng qua loa không rõ ràng hay tỏ vẻ ấp úng, ngượng ngùng, y sĩ nên tra vấn trực tiếp về vấn đề sinh lý:
1. Có bị liệt dương không? Liệt dương xảy ra từ khi nào? Có bao giờ cương cứng thực sự không? Có cương cứng (dù không có cảm hứng) vào lúc thức dậy trong buổi sáng không? LD luôn luôn xảy ra hay là khi có khi không?
2. Những yếu tố xã hội:
  - công ăn việc làm: mệt mỏi, khó chịu, lo lắng
  - không khí hoàn cảnh không thích hợp: có con nhỏ, ồn ào, chia chung phòng với ngưới khác, đau buồn
  - liên hệ sinh lý: ngoại tình, thiếu tình yêu
3. Những yếu tố bệnh lý: trầm cảm, đái tháo đường, bệnh giáp trạng, sử dụng hóa chất có tác hại đến tinh thần, thần kinh (thí dụ: rượu, thuốc chống trầm cảm, thuốc hạ huyết áp, ma tuý, cần sa và các loại thuốc cấm v.v....)
4. Những dấu hiệu lâm sàng:
  - Tinh hoàn nhỏ hơn bình thường (thí dụ: hiện tượng thiếu hormone)
  - Dương vật không bình thường (thí dụ: bệnh Peyronie)
5. Xét nghiệm máu:
  - Hormones: testosterone, thyroxine
  - Thử thận, gan, chất đường, sắt (đa số những xét nghiệm này thường sẽ cho kết quả bình thường)

## Bệnh lý kết hợp
Rối loạn cương dương thường đi kèm với các bệnh lý sau:
- 68% bệnh nhân bị cao huyết áp có rối loạn cương dương ở những mức độ khác nhau,
- 60% bệnh nhân rối loạn cương dương đang bị rối loạn lipid máu.
- 50% bệnh nhân rối loạn cương dương có vấn đề về tim mạch, trong đó 40% bị bệnh mạch vành
- 27-59% bệnh nhân tiểu đường bị rối loạn cương dương (nghiên cứu của Massachusetts Male Aging Study)
- Tỷ lệ bệnh nhân suy thận bị rối loạn cương dương lên đến 40%, chủ yếu ở người chạy thận nhân tạo hơn là ghép thận. 75% bệnh nhân ghép thận có khả năng cải thiện cương dương
- 10%- 63% người nghiện rượu bị rối loạn cương dương con số thống kê chính xác tùy nghiên cứu. Rượu làm giảm testosterone (hóc môn nam) và tăng estrogen (hóc môn nữ) đồng thời tác động tiêu cực lên hệ thần kinh.
- Hút thuốc lá: Đàn ông hút thuốc lá rủi ro bị rối loạn cương dương nhiều hơn đàn ông không hút thuốc tuy nhiên cũng có nghiên cứu cho thấy thuốc lá không có những ảnh hưởng rõ rệt lên căn bệnh này (theo nghiên cứu đó thì tỷ lệ rối loạn cương dương ở người hút thuốc là khoảng 11% so với 9,5% ở nhóm người không hút)

## Điều trị
Khi bệnh nhân chấp nhận là họ có chứng liệt dương, y sĩ sẽ khuyên giải và giải thích về các vấn đề liên hệ, đồng thời nên tạo niềm tin và hy vọng rằng có phương pháp điều trị.

### Thuốc
- Viagra
- Levitra
- Cialis

### Dụng cụ
| Ống bơm dương vật. Dương vật được đưa vào ống nhựa, dùng ống bơm bằng tay hút không khí ra khỏi ống nhựa, tạo sức ép đẩy máu vào dương vật. Sau đó có thể dùng vòng đặt vào đáy dương vật để giữ cho máu không trở về cơ thể. | Công cụ hỗ trợ tình dục. Nam nhân mắc chứng liệt dương vẫn có thể giữ hạnh phúc bằng cách dùng công cụ hỗ trở tình dục tạo thỏa mãn cho người phụ nữ bạn tình. |

 Tư liệu liên quan tới Công cụ hỗ trợ tình dục tại Wikimedia Commons

### Phẫu thuật
- Sử dụng thanh kim loại dễ uốn nhét vào thể xốp bên dưới dương vật
- Một số bệnh nhân có rối loạn hay chấn thương ở các ống mạch dẫn tinh, dẫn máu, thì có thể dùng phẫu thuật để chữa trị.